# Metaball

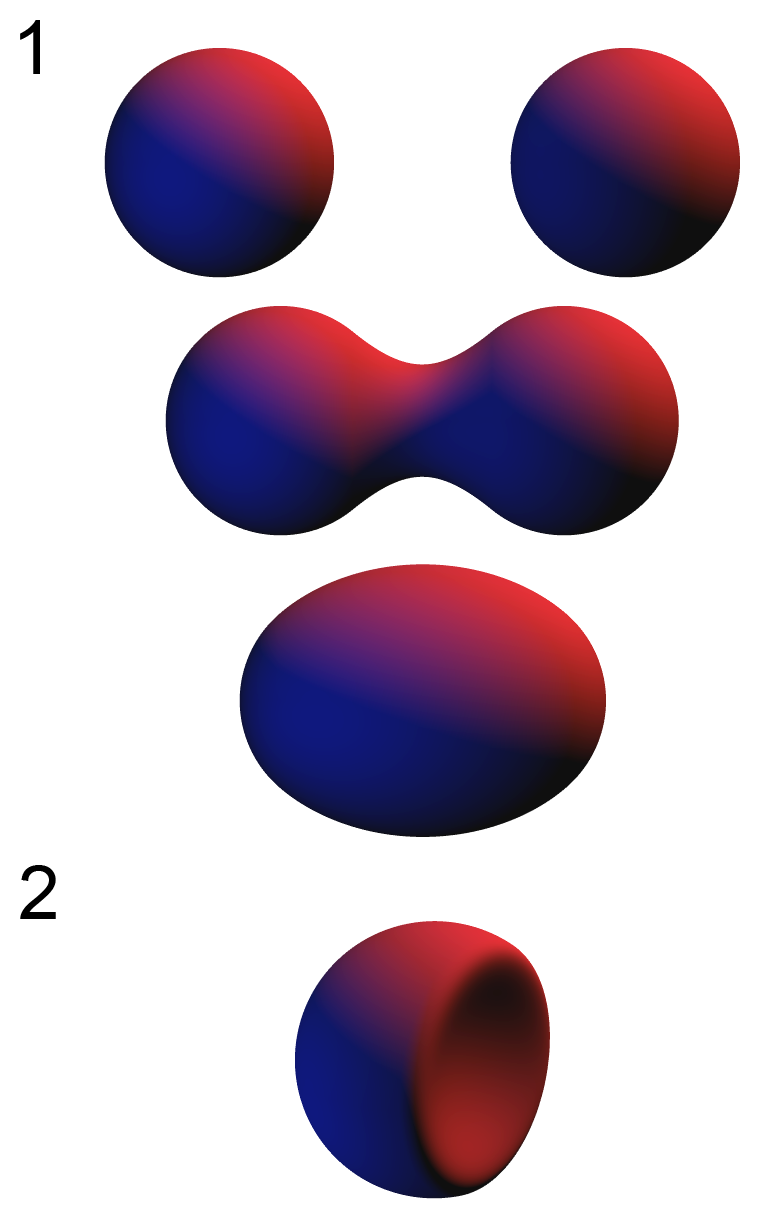
1. Wpływ dwóch „dodatnich” obiektów metaball na siebie (sumowanie).
2. Wpływ „ujemnej” kuli na „dodatnią” przez tworzenie wgłębienia w „dodatniej” kuli (odejmowanie).

Metaball – obiekty w grafice komputerowej, przypominające wyglądem twory organiczne. Technika renderowania obiektów metaball została wynaleziona przez Jima Blinna we wczesnych latach 80. W ogólności definiuje się jako obiekty dowolnego wymiaru, a więc jako funkcje w dziedzinie odpowiedniej liczby wymiarów, choć najczęściej stosuje się trój- i dwuwymiarowe implementacje (popularne w demach z lat 90.). Elementem definicji jest wartość progowa (wielowymiarowej) objętości obiektu; w przypadku trójwymiarowym, gdzie {\displaystyle i}-ty metaball opisany jest funkcją postaci {\displaystyle \mathrm {metaball} _{i}(x,y,z),} ma ona postać
{\displaystyle \sum _{i=0}^{n}\mathrm {metaball} _{i}(x,y,z)\leqslant {\text{próg}}}
i określa czy objętość zamknięta przez powierzchnię zdefiniowaną przez {\displaystyle n} obiektów metaball jest wypełniana w {\displaystyle (x,y,z),} czy nie.
Metaball są jednym ze sposobów tworzenia obiektów trójwymiarowych; modelowanie obiektów za ich pomocą (oraz obiektów metaedge) możliwe jest np. w programach: LightWave 3D lub darmowym Blender.

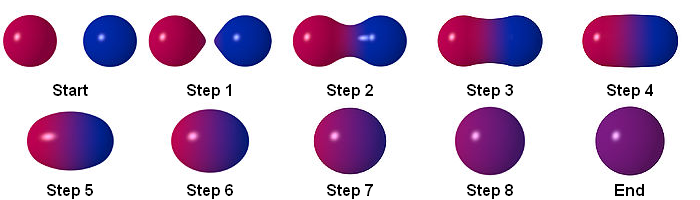
Interakcja dodatnia między dwoma dwuwymiarowymi obiektami metaball o różnych kolorach, stworzona w programie Bryce: dwa małe obiekty metaball łączą się w jeden większy.